# Maratus constellatus
Maratus constellatus — вид павуків родини павуки-скакуни (Salticidae). Описаний у 2020 році.

## Поширення
Вид поширений на заході Австралії. Виявлений у Національному парку Калбаррі.

## Опис
Тіло завдовжки 4 мм. Його забарвлення схоже на картину Ван Гога «Зоряна ніч», звідси і назва constellatus, що означає «зоряний».